# HMAS Adelaide (FFG 01)

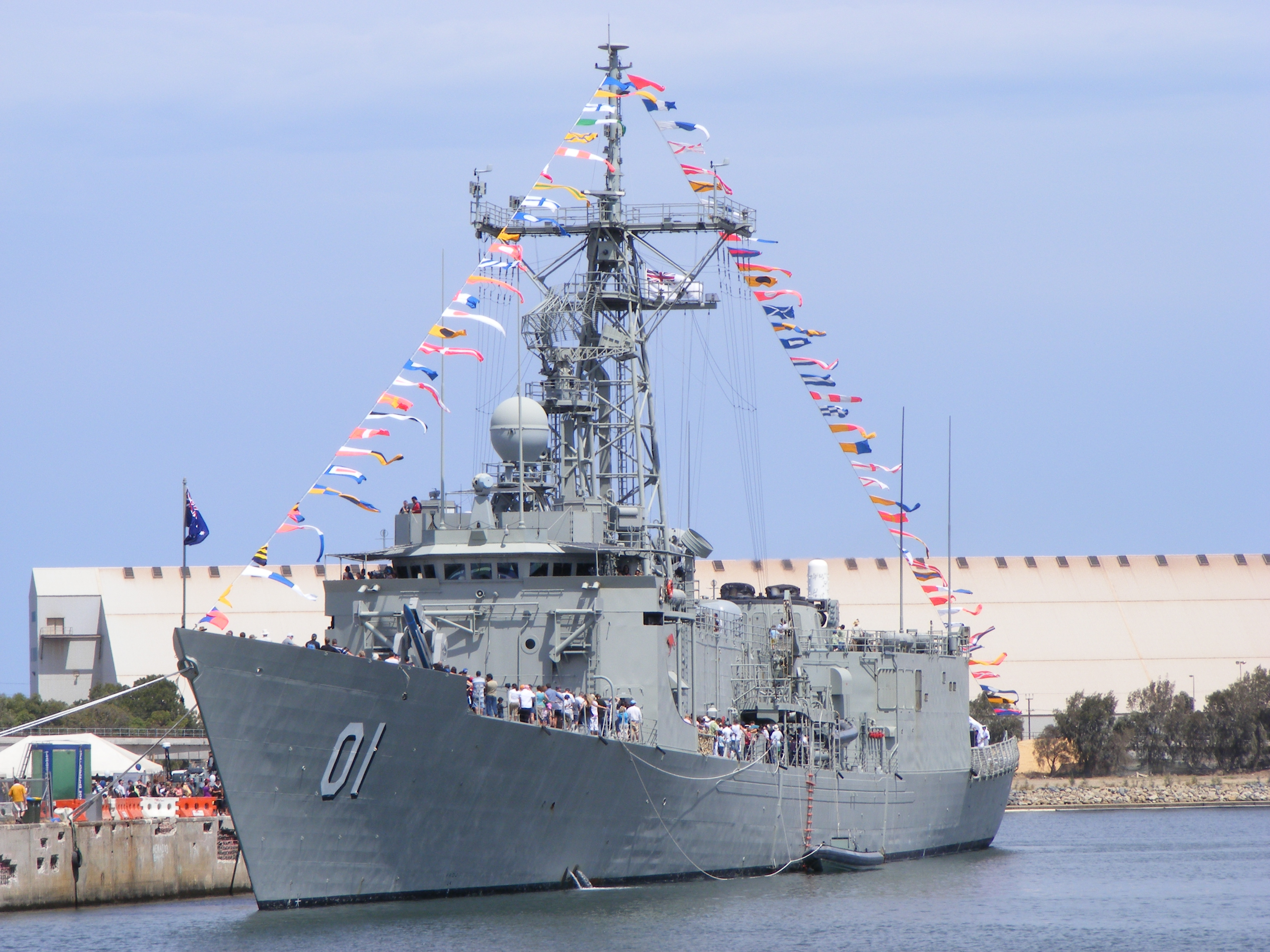
HMAS Adelaide в 2007

HMAS Adelaide (FFG 01) — австралийский фрегат УРО, головной корабль серии. Фрегаты УРО типа «Аделаида» строились по американскому проекту фрегата типа «Оливер Хазард Перри». Корабль был построен в США и принят на вооружение Королевским австралийским ВМФ в 1980 году.
В 2008 году «Аделаида» стала вторым кораблём этого типа, снятым с вооружения. Это связано с сокращением расходов — освободившиеся средства пойдут на реконструкцию оставшихся на вооружении четырёх фрегатов этого типа. 13 апреля 2011 корабль был затоплен у побережья Нового Южного Уэльса.

## История
«Аделаида» была заложена на верфи Todd Pacific Shipyards в Сиэтле, штат Вашингтон 29 Июля 1977 года, спущена на воду 21 июня 1978 года, и принята на вооружение в Королевский австралийский военно-морской флот 15 ноября 1980 года. Во время строительства корабль имел тактический номер FFG-17.